# Stupid Cupid
Stupid Cupid est une chanson écrite par Neil Sedaka avec Howard Greenfield et originellement enregistrée par Connie Francis.
Sortie en single, la chanson a atteint la 17e place aux États-Unis (dans le Hot 100 de Billboard pour la semaine de 22 septembre 1958).
Au Royaume-Uni, elle sort en single double face A  avec Carolina Moon. Le single a passé six semaines consecutives à la 1re place du classement de singles (en octobre—novembre)
Neil Sedaka lui-même a repris cette chanson en 1959. Sa version est sortie en single en Italie.

## Histoire
Connie Francis l'a enregistrée le 18 juin 1958 à New York au Metropolitan Studio.